# Björn Bolin
Björn Bolin, född 12 december 1946 i Brännkyrka församling i Stockholm, är en svensk präst.
Björn Bolin blev teologie kandidat vid Uppsala universitet 1973, kyrkoadjunkt i Visby församling 1975, domkyrkokomminister 1976, vice pastor 1977, kyrkoherde i Visby domkyrkoförsamling 1986, kyrkoherde i Östhammar 1990–1996 och därefter i Håbo från 1996. Han blev emeritus 2010.
Bolin var sekreterare i Visby kyrkoråd och kyrkofullmäktige 1977–1990, sekreterare och ledamot i Samfälligheten för vård och underhåll av Gotlands församlingskyrkor 1984–1990, kapten och stabspastor för Gotlands militärkommando 1982–1991.
Första gången var han gift 1969–1989 med Solveig Seffers (född 1949). Andra gången var han 1989–1995 gift med Cecilia Wikström. Tredje gången gifte han sig 1998 med ambassadören Ann Marie Bolin Pennegård (född 1954), som varit departementsråd i justitiedepartementet.